# Pat Donaldson
Pat Donaldson (* 1943) je skotský baskytarista.

## Život
Narodil se v roce 1943 v Edinburghu a vyrůstal na Hampsteadu v Londýně. Kariéru zahájil v sedmnácti letech coby člen doprovodné skupiny zpěváka Jimmyho Justice. V roce 1962 byl členem skupiny The Jury, ve které s ním hrál i kytarista Albert Lee. Po jejím rozpadu pokračovali Donaldson a Lee spolu v další skupině The Nightsound. Následně se s Leem rozešel a přešel ke skupině Zoot Money's Big Roll Band, se kterou hrál až do roku 1967, kdy se přetransformovala do Dantalian's Chariot, kde působil do jejího rozpadu v roce 1968. V létě 1968 se opět spojil s Leem a založili spolu skupinu Country Fever, která se však o necelý rok později rozešla. V letech 1970–1971 hrál s kapelou Fotheringay. V roce 1974 odehrál několik koncertů jako doprovodný hudebník dua Tony Ashton a Jon Lord. V následujícím roce hrál na dvou albech Johna Calea a rovněž jej doprovázel při koncertech.
Působil jako studiový hráč u vydavatelství Island Records a spolupracoval tak s rozdílnými hudebníky, jako jsou Mike d'Abo, Mike Heron nebo Sandy Denny.
V roce 1976 pracoval na desce Dancer with Bruised Knees sester Kate a Anny McGarrigleových v Montréalu; s duem následně odehrál evropské turné a po něm se natrvalo usadil v Kanadě. V Kanadě později působil ve skupině Bliminals.

## Diskografie
- It Should've Been Me (Zoot Money's Big Roll Band, 1965)
- Chariot Rising (Dantalian's Chariot, 1967, vydáno 1996)
- Anthems in Eden (Shirley & Dolly Collins, 1969)
- Fable of the Wings (Keith Christmas, 1970)
- D'Abo (Mike d'Abo, 1970)
- Shelagh McDonald (Shelagh McDonald, 1970)
- Ragtime Cowboy Jew (Stefan Grossman, 1970)
- Sunrise (Mick Softley, 1970)
- Fotheringay (Fotheringay, 1970)
- Fotheringay 2 (Fotheringay, 1970, vydáno 2008)
- Live at the Palais des Sports (Johnny Hallyday, 1971)
- Living Game (Mick Greenwood, 1971)
- Short Stories (Steve Gibbons, 1971)
- Summer Solstice (Tim Hart & Maddy Prior, 1971)
- If You Saw Through My Eyes (Ian Matthews, 1971)
- The North Star Grassman and the Ravens (Sandy Denny, 1971)
- Smiling Men with Bad Reputations (Mike Heron, 1971)
- Street Singer (Mick Softley, 1971)
- Paul Kent (Paul Kent, 1971)
- Stargazer (Shelagh McDonald, 1971)
- Head Hands and Feet (Head Hands and Feet, 1971)
- Henry the Human Fly (Richard Thompson, 1972)
- Journeys from Gospel Oak (Ian Matthews, 1972)
- Sandy (Sandy Denny, 1972)
- Rock On (The Bunch, 1972)
- Lifeboat (Sutherland Brothers, 1972)
- Wednesday's Child (Thomas F. Browne, 1972)
- Any Mother Doesn't Grumble (Mick Softley, 1972)
- A Question of Roads (Marc Ellington, 1972)
- Lark (Linda Lewis, 1972)
- Marc Time (Marc Ellington, 1972)
- Restoration (Marc Ellington, 1972)
- Weren't Born a Man (Dana Gillespie, 1973)
- Andy Roberts and the Great Stampede (Andy Roberts, 1973)
- In Memory of Robert Johnson (Paul Williams, 1973)
- Like an Old Fashioned Waltz (Sandy Denny, 1974)
- This is the Day (Susha, 1974)
- Hokey Pokey (Richard & Linda Thompson, 1974)
- I Want to See the Bright Lights Tonight (Richard & Linda Thompson, 1974)
- Pour Down Like Silver (Richard & Linda Thompson, 1975)
- Slow Dazzle (John Cale, 1975)
- Helen of Troy (John Cale, 1975)
- Prospect Before Us (The Albion Band, 1976)
- Dancer with Bruised Knees (Kate & Anna McGarrigle, 1977)
- Rise Up Like The Sun (Albion Band, 1978)
- Summer with Monika (Roger McGough, 1978)
- Hiding (Albert Lee, 1979)
- Voices (Murray Head, 1980)
- French Record-Entre La Jeunesse Et La Sagesse (Kate & Anna McGarrigle, 1981)
- Love Over and Over (Kate & Anna McGarrigle, 1983)
- Doom and Gloom from the Tomb, Volume 1 (Richard Thompson, 1985)
- Storms (Nanci Griffith, 1987)
- More Guitar (Richard Thompson, 1988, vydáno 2003)
- This Time Around (Green on Red, 1989)
- Stolen Moments (John Hiatt, 1990)
- Beverley Craven (Beverley Craven, 1990)
- Heartbeats Accelerating (Kate & Anna McGarrigle, 1990)
- Street Angel (Stevie Nicks, 1994)
- Matapédia (Kate & Anna McGarrigle, 1996)
- Mindstorm III (Mindstorm, 1996)
- Solid Ground (Ray Bonneville, 1996)
- Industrial Lullaby (Stephen Fearing, 1998)
- Midnight Dreamer (Mick Greenwood, 2001)
- Zifkin (Joel Zifkin, 2004)
- McGarrigle Christmas Hour (Kate & Anna McGarrigle, 2005)
- Raw But Tender (Jaki Whitren, 2006)